# قرائت ورش از نافع
قرآن وَرْش یا قرائت وَرْش از نافع یکی از قرائت‌های هفت‌گانه و اصلی قرآن است که پس از قرائت حفص بیشترین میزان گستردگی و مقبولیت را در میان مسلمانان دارد و دومین قرآن پرکاربرد محسوب می‌شود. قرآن ورش قرائت اصلی در میان کشورهای اسلامی شمال آفریقا (مصر، الجزایر، سودان، مراکش و…) محسوب می‌شود.این قرآن منسوب به امام ورش است که خود آن را از استادش نافع که یکی از قاریان هفت‌گانه محسوب می‌شود، گرفته‌است.

## زندگی‌نامه‌ی امام ورش
ورش، عثمان بن سعید قطبی در مصر به دنیا آمد. استادش نافع، او را وَرش نامید. به معنای ماده‌ای از شیر، چون پوست روشنی داشت. قرائت خود را از نافع در مدینه آموخت. پس از پایان تحصیلات به مصر بازگشت و در آنجا قاری ارشد قرآن شد.
در قرن دهم، دانشمند مسلمان ابن مجاهد، هفت نقل قرآن از جمله قرائت ورش را تایید کرد. اما اینک تنها قرائت عاصم و ورش، مؤثر باقی مانده‌اند. تلاوت ورش در شمال آفریقا رواج یافت، بیشتر به این دلیل که این خوانش، تلاوتِ ترجیحیِ مالک‌بن‌انس، صاحب‌مکتبِ غالبِ مردمان آن منطقه بود. در سده‌های میانه، این تلاوت، تلاوتِ اصلی قرآن در ایبریای اسلامی بود. نقل ورش، بیانگر سنت تلاوت مدینه است.

## مقایسه قرائت ورش و حفص
تلاوت ورش نافی و حفص عاصم، در املا نیز تفاوت دارند. بیشتر تفاوت‌ها بر معنا تأثیر نمی‌گذارند، اما در برخی موارد، تفاوت‌ها، مفهوم و معنی آیه را نیز تغییر می‌دهند. برای مثال، در سورۀ بقره آیۀ ۱۸۴، که در خصوص موضوع روزه است، بین دو قرائت حفص و ورش تفاوت معنایی/فقهی وجود دارد در خصوص فدیه یا جزای روزه‌ای که به جا آورده نشده:
- قرائت حفص: جزای روزۀ به جا آورده نشده "طعام مِسکِینٍ = خوراک‌دهی به یک فقیر" است.
- قرائت ورش:  جزای روزۀ به جا آورده نشده "طعام مَسَاکینَ = خوراک‌دهی به چند فقیر" است.[۸][۹]

چند نمونۀ دیگر از تفاوت‌ها:
| خوانش و روایت ورش | خوانش روایت حفص | ترجمه حفص         | ترجمه ورش      | سوره و آیه    |
| ----------------- | --------------- | ----------------- | -------------- | ------------- |
| یَعْمَلُونَ            | تَعْمَلُونَ          | می‌کنید            | می‌کنند         | بقره ۲:۸۵     |
| وًأَوْصّى             | وَوَصَّى            | فرمان‌‌داد          | فرمان‌داده‌می‌شود | بقره ۲:۱۳۲    |
| سَارِعُوا            | وَسَارِعُوا         | و بشتاب           | بشتاب          | آل‌عمران ۳:۱۳۳ |
| مَا تَنَزَّلُ           | مَا نُنَزِّلُ         | آنچه فرو می‌فرستیم | فرو نمی‌آید     | حجر ۱۵:۸      |
| قُل                | قَالَ             | گفت               | بگو            | انبیا ۲۱:۴    |
| كَثِيرًا             | كَبِيرًا           | بسیار             | بزرگ           | احزاب ۳۳:۶۸   |
| بِما               | فَبِما            | با آنچه           | پس با آنچه     | شورا ۴۲:۳۰    |
| نُدْخِلْهُ             | يُدْخِلْهُ           | داخلش می‌کند       | داخلش می‌کنیم   | فتح ۴۸:۱۷     |

یکی دیگر از تفاوت‌های مهم تلاوت حفص و وارش، تلفظ واژگان است. قرآن‌های امروزی دارای نشانه‌های تشبیهی(معروف به تشکیل) هستند و در برخی موارد، تلفظ متفاوت این واژگان می‌تواند معنای متفاوتی پدیدآورد. چند نمونه آورده‌شده‌است:
| خوانش روایت ورش | خوانش و روایت حفص | ترجمه حفص    | ترجمه ورش   | سوره و آیه  |
| --------------- | ----------------- | ------------ | ----------- | ----------- |
| مَلِكِ             | مَالِكِ              | صاحب         | پادشاه      | حمد ۱:۴     |
| يٌكَذّبُونَ          | يَكْذِبُونَ            | دروغ می‌گویند | دروغ گفته‌شد | بقره ۲:۱۰   |
| قُتِلَ             | قَاتَلَ              | کشت          | کشته‌شد      | عمران ۳:۱۴۶ |
| سَاحِرَانِ          | سِحْرَانِ             | دو جادو      | دو جادوگر   | قصاص ۲۸:۳۸  |

## نگارخانه

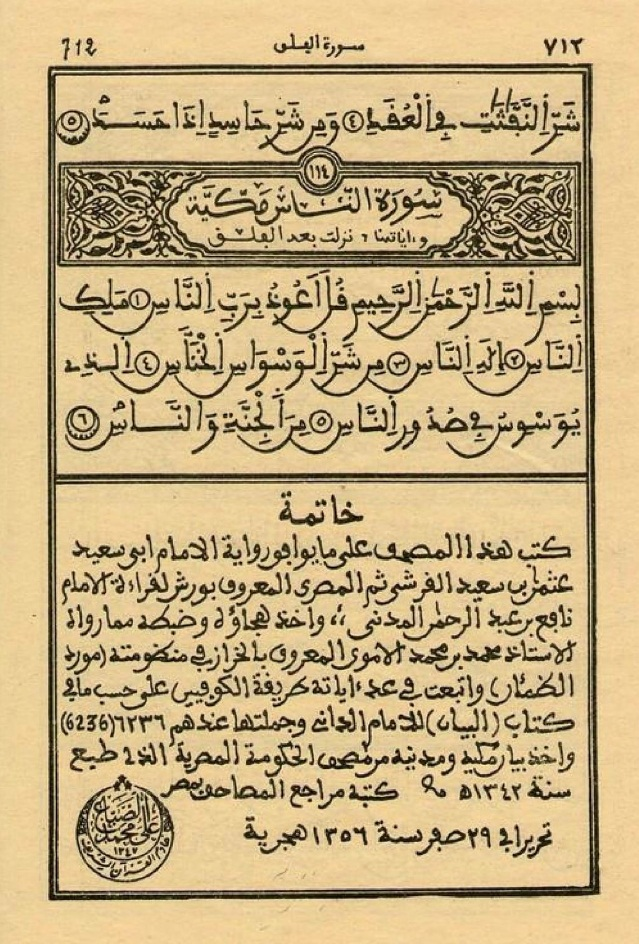
برگی پایانی قرآن، مصحف ورش، در الجزیره.